# 学校法人白鷗大学
学校法人白鷗大学（がっこうほうじんはくおうだいがく）は日本の学校法人。

## 設置している学校
- 白鷗大学
- 白鷗大学足利中学校・高等学校

## 過去に設置していた学校
- 白鷗大学女子短期大学部

## 沿革
- 1951年（昭和26年）学校法人足利学園として創立
- 1952年（昭和27年）足利学園高等学校設置
- 1961年（昭和36年）足利学園中学校創設設置
- 1974年（昭和49年）白鷗女子短期大学設置
- 1986年（昭和61年）白鷗大学設置、伴い白鷗女子短期大学を白鷗大学女子短期大学部に名称変更
- 1990年（平成 2年）法人名を学校法人白鷗大学に改称